# Э.С.Т.
«Электро-Судорожная Терапия» (сокр. Э.С.Т., англ. E.S.T. - Electro Shock Therapy) — советская и российская метал-группа, существовавшая в 1986 — 2009 годах. Музыкальный стиль: хард-рок, хеви-метал, спид-метал, анархо-панк и рок-н-ролл.

## История
Группа «Электро-Судорожная Терапия» была образована в Москве в 1986 году Жаном Сагадеевым, Андреем и Виктором Гернезами. Уже в 1987 году «Э.С.Т.» вливается в ряды «Московской Рок-Лаборатории» и успешно дебютирует на «Фестивале надежд» (1988). Отыграв знаковый концерт в Риге (1988), обновленный состав группы отправляется в Свердловск на всесоюзный рок-фестиваль «Свердловск-Металлопластика» (1988), и по единогласному решению жюри «Э.С.Т.» получает первую премию фестиваля. Группа приобретает статус «культовой», — песни «Батько, пожалей коней», «10 весёлых лет», «Сука» и «Запомни, Катюша» до сих пор остаются вершинами жанра русского анархического рока.
В начале 1989, в студии Александра Кальянова «Э.С.Т.» записывают свой первый демо-альбом «Russian Vodka». Продюсирует запись гитарист и композитор Валерий Гаина.
В том же 1989, группой заинтересовывается западно-германский музыкальный лейбл Destiny]" (David Polak, West Berlin). Заручившись поддержкой влиятельного покровителя в лице BIZ Enterprises, «Э.С.Т.» быстро занимает достойное место среди известных рок-групп СССР, и в компании своего менеджера отправляется в первое заграничное турне.
Серия концертов по городам ФРГ завершается записью винилового диска «Electro Shock Therapy» (Destiny,1989), который получил довольно высокую оценку в западной музыкальной прессе. Расходы на производство пластинки взял на себя музыкальный лейбл «Destiny».
Организованный «Destiny» промоушн-тур в поддержку выпущенного альбома с успехом прошел в 20 городах Западной и Восточной Германии, и вызвал небывалый фурор среди местной рок-общественности. Залы были полны, в газетах появились восторженные отзывы, радиостанции предлагали прайм-тайм в своих эфирах.
Возвратившись на родину, группа начинает работать над первым альбомом, и летом 1991 года «BIZ Enterprises» представляет на суд российской рок-общественности виниловую пластинку «Э.С.Т.» «Проба пера» (Allen Records,91). Блестящая работа продюсера Валерия Гаины была высоко оценена музыкальными критиками и нашла достойный отклик в среде почитателей русской рок-музыки: только за лето 1991 года, альбом разошелся тиражом 200 тысяч экземпляров, что сразу вывело коллектив в ряды ведущих отечественных рок-групп.
Этим же летом, в дни августовских событий 1991 года лидер группы и ее менеджер оказываются в рядах защитников будущего 1-го Президента РФ, и 22 августа группа «Э. С.Т» принимает участие в концерте «Рок на Баррикадах» у стен «Белого Дома», который транслируется в прямой эфир Московской программы.
Пожалуй, самым главным событием в жизни группы «Э.С.Т.» −1991 года, принято считать ее выступление на международном рок-фестивале 'Monsters of Rock" в Тушино — одном из крупнейших концертов в истории рок-музыки, на котором «Э.С.Т.» выступили вместе с легендами мирового рока AC/DC, Metallica, Pantera и Black Crowes. По разным оценкам, аудитория концерта насчитывала от 600 000 до миллиона человек (на хедлайнерах концерта).
Из отснятого видео был смонтирован фильм «For Those About To Rock: Monsters In Moscow», который был реализован Warner Brothers в 1992 году. Фильм вышел в ротацию на западных каналах MTV, и затем, появился в прокате во многих странах мира.
Осенью 1992 года, в студии SNC Records (Центр Стаса Намина) «Э.С.Т.» записывают свое «тушинское выступление», LP «Live In Moscow Outskirts (Allen Records,1992), в записи которого принимают участие музыканты ведущих русских рок-групп. Впоследствии, аудио трек этого альбома используется для монтажа русской версии концерта «Э.С.Т.» в Тушино (WMG,1992)
К середине 90-х годов, стиль «анархический рок» прочно входит в молодежную моду — у «терапевтов» появляются последователи и откровенные подражатели. Способность заинтересовать свою публику умелым сочетанием западной рок-музыки и русского фольклора, помогает группе сделать удачные турне на Западе: музыканты успевают посетить Бельгию, Австрию, США, Финляндию, неоднократно ФРГ и Восточную Германию.
В 1995 году выходит альбом «13» (PolyGram Russia,1995). Продюсирует его гитарист и аранжировщик Игорь Жирнов (Черный Обелиск, Рондо, Сектор Газа). Видеоклип на песню «Нет, слышишь, нет!» ежедневно крутится в различных музыкальных телепрограммах и моментально становится хитом сезона, существенно раздвинув рамки социальных категорий поклонников «Э.С.Т.»
Группа отправляется на гастроли с Sepultura,[когда?] на концертных площадках Москвы играет с Faith No More, Accept и Uriah Heep,[когда?] принимает участие в знаковых фестивалях, музыкальных акциях, теле- и радиопрограммах.
В конце 1997 года при поддержке фирмы «TCI» группа «Э.С.Т.» выступает с получасовым сетом на разогреве у хедлайнера мировой рок-сцены — легендарной группы «Motorhead» в московском ДК «Горбунова».
Группа дает несколько концертов с известным артистом театра и кино Валерием Золотухиным. В дуэте с Жаном исполняются песня «Маша» («Э.С.Т.») и ставшие народными песни из к/ф «Бумбараш». В этом же составе, группа «Э.С.Т.» и Валерий Золотухин появляются в прямом эфире передачи Дмитрия Диброва «Антропология» (1997)
В 1998 году выходит альбом «Терапия для души» (PolyGram Russia,1998). В том же году, при поддержке телеканала «PTP», в рамках программы «Живая коллекция» выходит концертная видеозапись группы «Э.С.Т.» (Союз,MediaStar,1998 — «Ж.I.V.Ь. Е.М», Moon Records, 2003). Это один из самых удачных живых концертов группы, сыгранный и записанный 13 января 1998 года в концертной студии «Останкино».
В 2002-м на CD выходит сборник песен группы «E.S.T. — Это Best» (Мистерия Звука, 2002), — удачное сочетание песен группы, написанных в разные периоды творчества.
Вышедший следом за сборником альбом «Злой Рок» (Мистерия Звука, 2003) в рецензиях многих рок-журналов был назван критиками лучшим рок-релизом 2003 года. Песни «Рок-злодей» и «Круши всё на х…!» сразу стали хитами среди поклонников тяжелой рок-музыки, а гимновая «Ночные Волки» отразила многолетнюю дружбу коллектива с известным российским байк-клубом.
По мнению большинства знатоков творчества группы «Э.С.Т.», выпущенный в 2005 году альбом «Подъём!» (Moroz records, 2005) стал лучшим после эпохального «Пробы пера». Бешеная динамика, проявившаяся на «Злом роке», дополнилась неординарными творческими решениями как в аранжировках, так и в текстах песен. Кроме того, на радость старым фанатам «Э.С.Т.» вновь обратились к любимой анархо-махновской тематике. Релиз альбома «Подъём!» был поддержан выходом сборника песен группы в серии «Легенды русского рока» (Moroz Records, 2004) и DVD -коллекции «E.S.T. летопись» (Мороз Рекордз, 2005), — видеоматериал о творческой деятельности группы в различные периоды времени.
31 мая 2009 года в московском клубе «Точка» прошел последний концерт Жана Сагадеева с группой «Э.С.Т.» . В ночь на 4 июня 2009 года, его тело было обнаружено в собственной квартире на юго-западе Москвы.
Пост-альбом «Дух Свободы» (Not On Label, Self-Released, 2013) был реализован усилиями музыкантов последнего состава группы в 2013 году.

Галерея

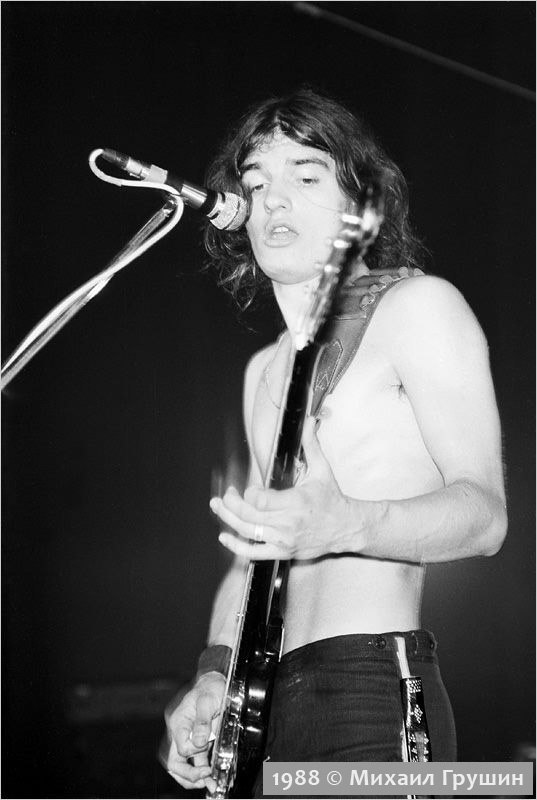
Жан Сагадеев. Москва, ДК им. Горбунова. Июнь 1988
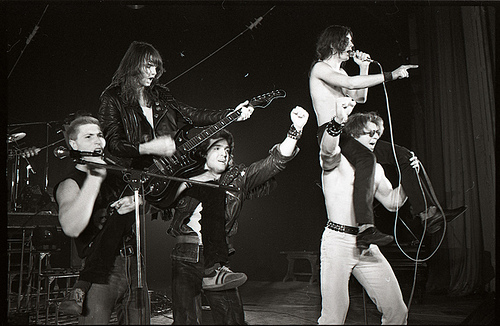
Группа Э.С.Т. Москва, ДК им. Горбунова. Июнь 1988
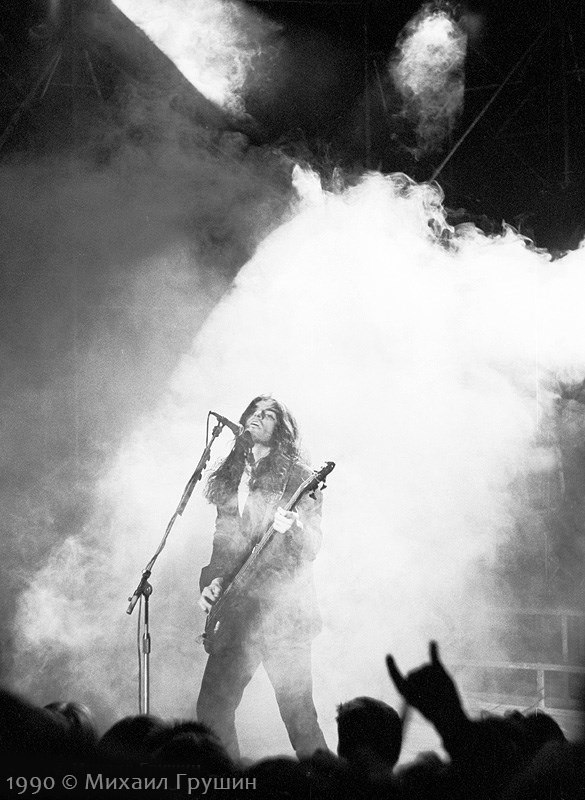
Жан Сагадеев. Москва, ДС Измайлово. 1990
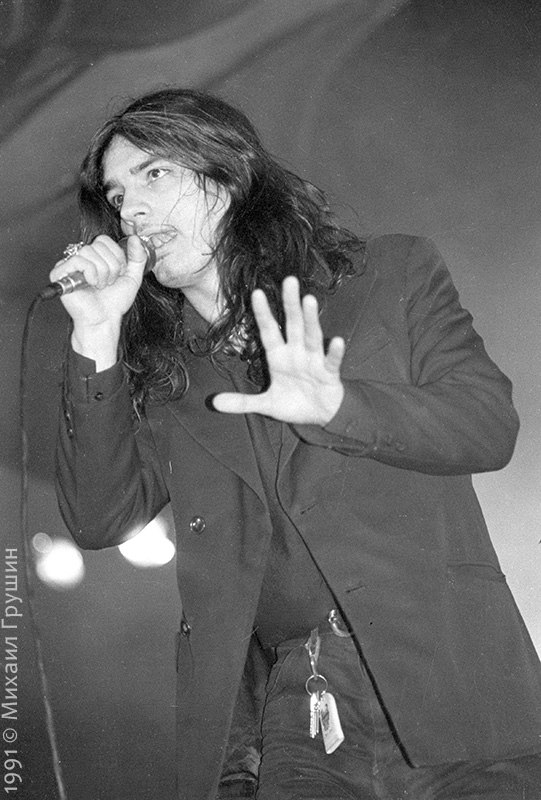
Жан Сагадеев. Москва, МСА Лужники. Март 1991
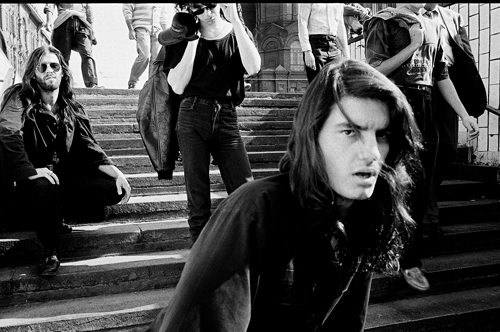
Группа Э.С.Т. Москва. 1992
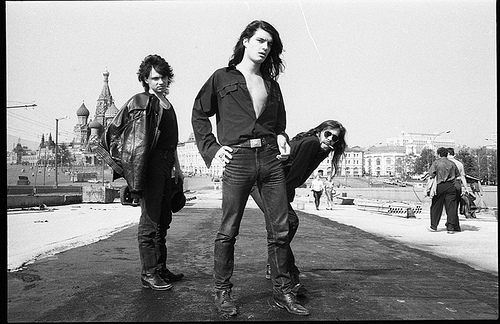
Группа Э.С.Т. Москва. 1992

## Состав
- Жан Сагадеев † — автор музыки и песен, бас-гитара, вокал
- Андрей Гернеза — гитара
- Виктор Гернеза — барабаны
- Сергей Прусаков — барабаны
- Владимир Коробов — барабаны
- Василий Билошицкий — гитара
- Сергей Капустин † — барабаны
- Михаил Сагал — барабаны
- Марат Микаэлян — гитара
- Даниил Захаренков — бас-гитара
- Владимир Ермаков — барабаны
- Петр Макиенко — бас-гитара
- Владимир Козиненко — барабаны
- Сергей Подрезенко — барабаны
- Александр Евсюков † — гитара
- Леонид Истомин — гитара
- Игорь Жирнов — гитара
- Григорий Безуглый — гитара
- Леонид Мазжухин † — гитара
- Кирилл Безродных — гитара
- Дмитрий Завидов — барабаны
- Андрей Шмаринов † — бас-гитара
- Михаил Светлов — гитара
- Сергей Гевший — барабаны
- Николай Кузьменко — бас-гитара
- Владимир Тупиков — гитара

## Дискография

### Студийные альбомы
- Electro Shock Therapy (1989)[1]
- Проба Пера (1991)
- 13 (1995)
- Терапия для души (1998)
- E.S.T. «В Тушино» (Remastered 2001, Live)
- Злой рок (2003)
- Подъёмъ! (2005)
- Чёрная гвардiя (2013)

### Концертные альбомы
- Фестиваль надежд (1988)
- Live in Berlin (1989)
- Monsters Of Rock в Тушино (1991)
- Живая коллекция (1998)
- Ж.I.V.Ь. Ё.М (2003)

### Видео
- «E.S.Т. Концерт в Риге 1988 год» (est.ru, 1988)
- «AC/DC, Metallica, The Black Crowes, Pantera, E.S.T. — For Those About To Rock: Monsters In Moscow» (Warner Home Video, 1992)
- «E.S.T. -Летопись» (DVD-V, Moroz Records, 2005)

### Сборники
- De Lenine A Lennon (1989)
- Monsters Of Rock USSR (1993)[2]
- Live in the Outskirts Of Moscow (1993)[3][4]
- Живая Коллекция (Moroz Records, 2001)»
- «E.S.T. — Это Best» (Мистерия Звука, 2002)
- «E.S.T. — МР3 Коллекция» (Moroz Records, 2005)
- «Мы Победили» (АиБ Records, 2006)

### Демо
- Худшие песни (1988)
- Russian Vodka (1989)
- «Knife, Gun & Vodka» (2013)
- Бешеные псы (2015)

### Переиздания
- E.S.T. - Electro Shock Therapy (1989) - Переиздание ( 2019 ) https://vk.com/meat_stocks_records
- E.S.T. - Проба Пера (1991) - Переиздание ( 2019 ) https://vk.com/meat_stocks_records
- E.S.T. - Live In Moscow Outskirts (Monsters of Rock в Тушино) (1992) - Переиздание 2020 https://vk.com/meat_stocks_records
- E.S.T. - 13 (1995) - Переиздание ( 2020 ) https://vk.com/meat_stocks_records
- E.S.T. - Russian Vodka (Demo 1988) - Издание. ( 2022 ) https://vk.com/meat_stocks_records
- E.S.T. - Терапия для души (1997) - (CD). Переиздание ( 2023 ) https://vk.com/meat_stocks_records
- E.S.T. - Терапия для души (1997) - (LP). Издание ( 2023 ) https://vk.com/meat_stocks_records